# 豊橋鉄道デキ1000形電気機関車
豊橋鉄道デキ1000形電気機関車（とよはしてつどうデキ1000がたでんききかんしゃ）は、かつて豊橋鉄道渥美線で運用された直流用電気機関車。

## 概要
1955年（昭和30年）8月に西武鉄道より西武所沢車両工場製の1形電気機関車（2代）2号機を譲り受け、デキ1000形1001として導入した、凸形車体を備える軸配置Bo-Boの電気機関車である。ただし、同車は西武鉄道における運用実績はなく、同年6月の落成後直ちに豊橋鉄道へ譲渡されており、豊橋鉄道における車両台帳上の扱いは同年8月に東芝において新製された同車を導入したということとなっている。
導入後の本形式は小野田セメント（現・太平洋セメント）の私有機として扱われ、神戸信号所（現・神戸駅）から小野田セメント田原工場への専用線などで運用された。
1968年（昭和43年）にデキ350形351に改番され、1970年（昭和45年）に前照灯をシールドビーム2灯に変更されている。晩年は貨物列車牽引の予備機および構内入換用として使用されていたが、1984年（昭和59年）2月の貨物営業廃止に伴い同年3月29日付で廃車となり、小野田セメント田原工場へ搬入後、解体処分された。